# (12324) Van Rompaey
(12324) Van Rompaey est un astéroïde de la ceinture principale.

## Description
(12324) Van Rompaey est un astéroïde de la ceinture principale. Il fut découvert le 2 septembre 1992 à La Silla par Eric Walter Elst. Il présente une orbite caractérisée par un demi-grand axe de 2,26 UA, une excentricité de 0,14 et une inclinaison de 2,3° par rapport à l'écliptique.

## Compléments